# جواكيم شيسانو
جواكيم شيسانو (بالبرتغالية: Joaquim Alberto Chissano) (و. 1939 – م) هو سياسي من موزمبيق .

## التعليم
تعلم في جامعة لشبونة.

## مناصب وهيئات
تولى مناصب الأمم المتحدة.

## جوائز
حصل على جوائز منها جائزة مو إبراهيم للحكم الرشيد في إفريقيا.

## روابط خارجية
- جواكيم شيسانو على موقع الموسوعة البريطانية (الإنجليزية)
- جواكيم شيسانو على موقع مونزينجر (الألمانية)
- جواكيم شيسانو على موقع إن إن دي بي (الإنجليزية)